# Фиданчо Стоев
Фиданчо Стоев (на македонска литературна норма: Фиданчо Стоев) е юрист от Социалистическа република Македония.

## Биография
В 1987 година Стоев е избран за член на Конституционния съд на Социалистическа република Македония. Заема поста до 1994 година, като в периода 1987 – 1989 година е председател на Съда.